# Drosophila velata
Drosophila velata är en tvåvingeart som beskrevs av Elmo Hardy 1965. Drosophila velata ingår i släktet Drosophila och familjen daggflugor.
Artens utbredningsområde är Hawaii.